# Can Vural
Can Vural (* 16. März 1999 in Ordu) ist ein türkischer Fußballspieler, der für Esenler Erokspor spielt. Seine Hauptposition ist Mittelstürmer.

## Karriere
Sein aktueller Verein ist Esenler Erokspor, dort spielt er seit dem 26. Januar 2021 und bleibt dort bis zum 30. Juni 2021. Ab dem 30. Juni wird er vom Verein Caykur Rizespor ausgeliehen, der Vertrag gilt bis zum 30. Juni 2025.